# Mattias Olsson (filmare)
Mattias Olsson, född 21 juni 1977 i Ystad, Malmöhus län, är en svensk filmmakare. Han är uppvuxen i Karlskrona kommun. 2019 fick hans film Iris jurypriset på SF Indiefest för bästa kortfilm.

## Filmografi som regissör
- 2007 – Koffein
- 2011 – Försvunnen
- 2020 – Iris